# Yvonne Weber

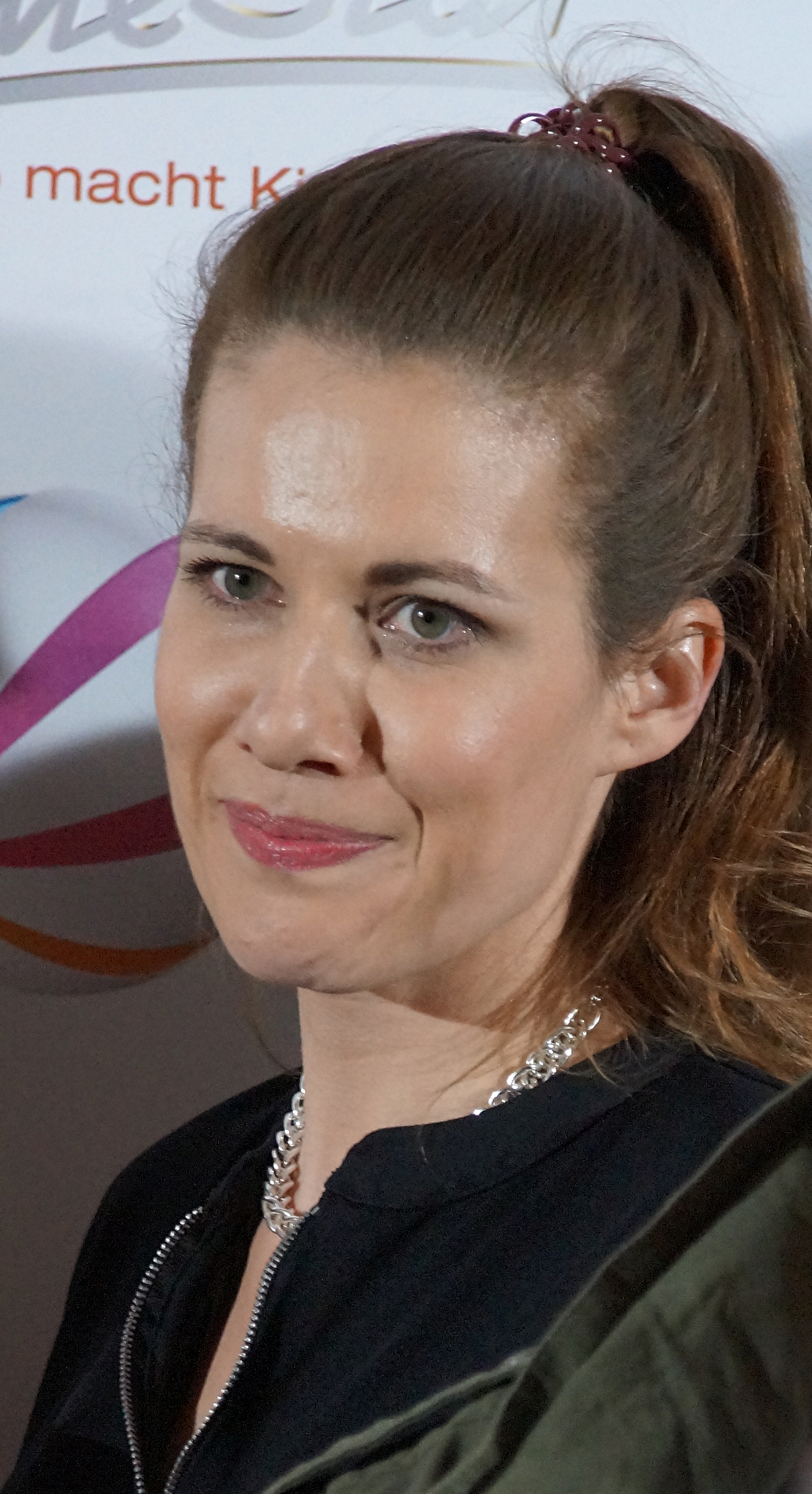
Yvonne Weber

Yvonne Weber (* 14. November 1974 in Berlin) ist eine ehemalige deutsche Basketballnationalspielerin. Sie arbeitet derzeit als Grundschullehrerin.

## Werdegang
Bereits mit sechs Jahren begann Yvonne Weber – damals noch Kunze – beim Berliner Stadtteilverein TuS Lichterfelde mit dem Basketballspielen und errang mit diesem Verein drei Deutsche Jugendmeisterschaften. 1992 wechselte sie in die erste Damenmannschaft des Vereins, welches seinerzeit in der 2. Bundesliga Nord spielte. Nach dem Abitur, welches sie 1994 an der Goethe-Oberschule Berlin erlangte, wechselte sie 1995 an die Washington State University (USA), wo sie das Fach „Communications“ (Kommunikationswissenschaften) belegte und 1998 mit Bachelor abschloss. In dieser Zeit spielte sie in der dortigen Universitätsmannschaft.

## Nationalmannschaft
Am 27. April 1996 debütierte die 1,94 m große Athletin im Spiel gegen Portugal in der A-Nationalmannschaft und errang 1997 mit dieser die Bronzemedaille bei der Europameisterschaft in Ungarn; danach folgte eine 8-jährige Unterbrechung ihrer Nationalmannschaftskarriere. Erst im Jahre 2005 wurde sie wieder ins Nationalteam berufen und spielte mit diesem die Europameisterschaft. Am 11. September 2005 hatte sie im Spiel gegen Rumänien ihren letzten Nationalmannschaftseinsatz. Weber erzielte 45 Punkte in 49 Nationaleinsätzen.

## Profi-Karriere und Beruf
1998 wechselte die Centerin zu den Wildcats Aschaffenburg. Im Anschluss an die deutsche Saison unterschrieb sie einen Zweimonatsvertrag in Chengdu (VR China) und spielte beim Sichuan Basketball Club in der Chinesischen Profiliga. Als der Vertrag heimlich und gegen ihren Willen verlängert werden sollte, verließ sie fluchtartig das Land. Ab der Saison 1999/2000 spielte Yvonne Weber für den BC Marburg in der 1. Damen-Basketball-Bundesliga.
Zurück in Deutschland begann sie ein Grundschullehramtsstudium an der Justus-Liebig-Universität in Gießen und im Jahr 2002 heiratete sie. Das Jahr 2003 war ein besonders ereignisreiches Jahr für Yvonne Weber. Sie schloss ihr Lehramtsstudium erfolgreich ab, erhielt eine Referendarstelle in Salzböden, wurde mit dem BC Marburg Deutscher Meister und Pokalsieger. Im Jahre 2005 war sie mit 422 Punkten die erfolgreichste Korbjägerin in der 1. Bundesliga und wurde wieder für die Nationalmannschaft nominiert. Yvonne Weber beendete 2008 ihre Erstliga-Karriere und wurde beim Season-Opening 2008 in Marburg verabschiedet. In der Saison 2013/2014 absolvierte sie einige Spiele für den damaligen Zweitligisten Krofdorf-Gleiberg.
Yvonne Weber ist verheiratet und hat zwei Kinder.